# تنگه اشکفت سلمان
تنگه اشکفت سلمان مربوط به دوره عیلامیان است و در شهرستان ایذه در ۱/۵ کیلومتری جاده کمربندی واقع شده و این اثر در تاریخ ۲۷ بهمن ۱۳۷۸ با شمارهٔ ثبت ۲۵۹۵ به‌عنوان یکی از آثار ملی ایران به ثبت رسیده است.در این اثر زیبای تاریخی در دل غار (اشکفت) چشمه‌ای روان است که سالهاست همچنان می‌جوشد و به دره‌های پایین دست غار می‌ریزد. در اطراف اشکفت کتیبه‌هایی وجود دارد و سنگ تراشه‌هایی که عکس پادشاهان و موبدان آن زمان در آن نمایان است.اشکفت سلمان پایتخت حکومتی هزاراسپیان بود که۲۷۷سال حکومت کردند از اتابکان لر بزرگ بودند، هزاراسپیان را امروزه هزارسی میگویند که جز شاخه چهارلنگ ایل بختیاری در طایفه زلکی هستند